# Lacarry-Arhan-Charritte-de-Haut
Lacarry-Arhan-Charritte-de-Haut en francés, Lakarri-Arhane-Sarrikotagaine en euskera, es una localidad y comuna francesa situada en el departamento de Pirineos Atlánticos, en la región de Aquitania y en el territorio histórico vascofrancés de Sola.

## Demografía
| Gráfica de evolución demográfica de Lacarry-Arhan-Charritte-de-Haut entre 1800 y 2012 |
|                                                                                       |

El resultado del año 1800 es la suma final de todos los datos parciales obtenidos antes de la creación de la comuna (1831).
Fuentes: Ldh/EHESS/Cassini e INSEE.

## Economía
La principal actividad es la agrícola (ganadería, pastos).